# Équipe de France militaire féminine de football
Cet article traite de l'équipe féminine de football. Pour l'équipe masculine, voir Équipe de France militaire de football masculin.
Maillots
L'équipe de France militaire féminine de football est l'équipe féminine de l'armée française, composée de femmes des trois armées et de la gendarmerie, qui évoluent au minimum au niveau régional. Elle remporte la Coupe du monde en 2016 et 2022,.

## Histoire
L'équipe de France militaire féminine de football a vu le jour au printemps 2004 sous l'impulsion du ministère de la Défense qui voulait féminiser la pratique sportive. Le major Philippe Lemain, alors entraîneur de l’équipe masculine, décide de relever un nouveau défi avec le général Jean-Paul Michel, commissaire aux sports militaires.
Une prospection est lancée au sein des trois armées et de la gendarmerie pour rechercher des militaires qui jouaient au minimum au niveau régional. Le premier match a eu lieu au Centre technique national Fernand-Sastre (il est préférable qu'il n'ait pas de trait d'union car il s'agit d'un prénom suivi d'un nom de famille) à Clairefontaine contre une sélection nationale jeune sous les yeux d’Aimé Jacquet (pourquoi pas de trait d'union ici !), le directeur technique national, ardent défenseur du football féminin. Au fil des rassemblements, le niveau ne cesse d’augmenter grâce à l'arrivée de joueuses expérimentées dans le groupe.
En 2006, pour leur première participation au Championnat du monde militaire de football féminin en Hollande, l’EFM a pris la 4e place derrière des équipes expérimentées comme les États-Unis, les Pays-Bas et l’Allemagne. En 2007, les joueuses ont participé au 4e Jeux mondiaux militaires à Hyderabad où elles sont montées sur la 3e marche. En 2008, un nouveau palier est franchi aux championnats du monde à nouveau en Hollande où les Bleues finissent 2e, ne s’inclinant qu'en finale contre l’Allemagne.
Les entraîneurs de cette équipe sont les majors Philippe Lemain et Pascal Bertheau.

## Palmarès
- Coupe du monde militaire
  - Vainqueur : 2016[4], 2022[5]
  - Finaliste : 2008, 2015, 2023
  - Troisième : 2007, 2010
  - Quatrième : 2006, 2009, 2011, 2012
- Jeux mondiaux militaires
  - Finaliste : 2015
  - Troisième : 2007
  - Quatrième : 2011
- Tournoi européen
  - Vainqueur en 2014[6]

## Sources
1. ↑  « Avant l'Euro, les Bleues remportent la Coupe du monde... militaire », sur Le HuffPost, 6 juin 2016 (consulté le 28 juillet 2022)
2. ↑  « L'équipe de France féminine militaire championne du monde », sur L'Équipe (consulté le 28 juillet 2022)
3. ↑  L’EFM de football féminin
4. ↑  « La France remporte la 1ère coupe du monde militaire de football féminin », 7 juin 2016
5. ↑  « L'équipe de France féminine militaire championne du monde », sur lequipe.fr, 23 juillet 2022 (consulté le 16 novembre 2023).
6. ↑  Sébastien Duret, « Militaires - La France championne d'Europe », sur footofeminin.fr, 6 juin 2014.